# Móng cọp xanh
Móng cọp xanh (vì hoa giống hình móng cọp), tên tiếng Pháp: Jade Vine, danh pháp khoa học: Strongylodon macrobotrys), còn được gọi là dây hoa cẩm thạch hay cát đằng phỉ thuý, là một loài cây thuộc Họ Đậu (Fabaceae).

## Mô tả
Cây hoa này có nguồn gốc từ những cánh rừng mưa ở Philippines. Cây có thân mộc to, sống nhiều năm, thường được trồng theo dạng dây leo lên giàn. Chùm hoa của nó có thể mọc dài tới 3 m. Hoa có màu chủ đạo là ngọc bích, nhưng theo những người có kinh nghiệm trồng hoa ở Đà Lạt (Việt Nam) thì sắc màu của loài hoa này có sự biến đổi nhất định trong một ngày. Cụ thể, buổi sáng, hoa cẩm thạch có màu xanh da trời, giữa trưa chuyển màu xanh lơ và đến chiều thì chuyển sang màu xanh lục . Quả của nó trông giống quả cóc, nhưng lớn hơn (xem ảnh).
Trong nửa đầu thế kỷ 20, khi đang xây dựng thành phố Đà Lạt, người Pháp đã đem cây hoa móng cọp xanh trồng ở đây. Đến nay, việc chiết cành, dăm cành loài hoa này đã trở nên phổ biến.

## Thông tin thêm
Hiện nay ngoài móng cọp xanh, còn có móng cọp đỏ và móng cọp vàng. Móng cọp đỏ có tên khoa học là Mucuna Bennetti. Móng cọp vàng có tên khoa học là Thunbergia mysorensis.